# Toshiaki Tanaka
Toshiaki Tanaka ( 田中 利明 ), né le 24 février 1935, mort le 6 février 1998, est un pongiste japonais, champion du monde en simple en 1955 et 1957.
Il est inscrit au Temple de la renommée du tennis de table en 1997.